# The Spectacular Now
Pour plus de détails, voir Fiche technique et Distribution.
The Spectacular Now, ou Ici et maintenant au Québec, est une comédie dramatique américaine réalisé par James Ponsoldt sortie en 2013.
Il a été présenté au Festival du film de Sundance 2013, où il a remporté le Prix spécial du jury des meilleurs acteurs américains pour Miles Teller et Shailene Woodley.

## Synopsis
Sutter est un adolescent qui ne pense qu'à s'amuser, boire de l'alcool et être avec sa petite amie, Cassidy. Il rencontre un jour Aimée, qui va changer sa vie...

## Fiche technique
- Titre original : The Spectacular Now
- Réalisation : James Ponsoldt
- Scénario : Scott Neustadter et Michael H. Weber, d'après le roman de Tim Tharp
- Direction artistique : Linda Sena
- Costumes : Peggy Stamper
- Photographie : Jess Hall
- Montage : Darrin Navarro
- Musique : Rob Simonsen
- Production : Michelle Krumm, Andrew Lauren, Shawn Levy et Tom McNulty
- Sociétés de production : 21 Laps Entertainment et Andrew Lauren Productions
- Société de distribution : A24 Films (États-Unis) ; Eurozoom (France)
- Budget : 2 500 000 de dollars [1]
- Pays d’origine : États-Unis
- Langue originale : anglais
- Format : couleur - 35 mm - 2.35:1 - Dolby numérique
- Genre : Comédie dramatique
- Durée : 95 minutes
- Dates de sortie :
  - États-Unis :
    - 18 janvier 2013 (festival du film de Sundance)
    - 2 août 2013

  - France : 8 janvier 2014

## Distribution
- Miles Teller : Sutter
- Shailene Woodley (VF : Jessica Monceau) : Aimee
- Brie Larson : Cassidy
- Jennifer Jason Leigh : Sara
- Mary Elizabeth Winstead (VF : Ingrid Donnadieu) : Holly
- Kyle Chandler : Tommy
- Bob Odenkirk : Dan
- Dayo Okeniyi : Marcus
- Kaitlyn Dever : Kristal
- Gary Weeks (en) (VF : Loïc Guingand) : Joe
- Masam Holden (VF : Gabriel Bismuth-Bienaimé) : Ricky
- Logan Mack (VF : Pierre-Emmanuel Brault) : Cody
- Brad Langford (VF : Swan Demarsan) : Videur

## Sortie et accueil
The Spectacular Now rencontre un succès commercial modeste, rapportant 6 918 591 $  de recettes mondiales, dont 6 854 611 $ aux États-Unis où il est distribué en sortie limitée puis en sortie nationale, n'étant pas diffusé au-delà de 770 salles, affichant toutefois une rentabilité de 274%. En France, le film est passé inaperçu, totalisant 18 695 entrées durant son exploitation, où il est diffusé dans 32 salles, ce qui est une faible combinaison. 
Les raisons qui peuvent expliquer le résultat en France est que le long-métrage était déjà disponible en téléchargement illégal trois semaines avant la sortie française, et le nombre de salles l'ayant diffusé.

## Distinctions

### Récompenses
| Année                                     | Cérémonie ou récompense                    | Prix                             | Lauréat(es)                      | Notes |
| ----------------------------------------- | ------------------------------------------ | -------------------------------- | -------------------------------- | ----- |
| 2013                                      |                                            |                                  |                                  |       |
| Festival de Sundance                      | Prix spécial du jury des meilleurs acteurs | Miles Teller et Shailene Woodley |                                  |       |
| Festival international du film de Seattle | Grand prix du jury « FutureWave Feature »  | The Spectacular Now              |                                  |       |
| San Diego Film Critics Society Awards     | Meilleure actrice dans un second rôle      | Shailene Woodley                 |                                  |       |
| Phoenix Film Critics Society Awards       | Meilleur film passé inaperçu               | The Spectacular Now              | Ex æquo avec The Kings of Summer |       |

### Nominations
| Année                                                | Cérémonie ou récompense                                                   | Prix                                 | Lauréat(es)                          |
| ---------------------------------------------------- | ------------------------------------------------------------------------- | ------------------------------------ | ------------------------------------ |
| 2013                                                 |                                                                           |                                      |                                      |
| Washington D.C. Area Film Critics Association Awards | Meilleur scénario adapté                                                  | Michael H. Weber et Scott Neustadter |                                      |
| Festival de Sundance                                 | Grand prix du jury : U.S. Dramatic                                        | James Ponsoldt                       |                                      |
| St. Louis Gateway Film Critics Association           | Meilleur scénario adapté                                                  | Michael H. Weber et Scott Neustadter |                                      |
| San Francisco Film Critics Circle                    | Meilleur scénario adapté                                                  | Michael H. Weber et Scott Neustadter |                                      |
| Gotham Awards                                        | Meilleure actrice                                                         | Shailene Woodley                     |                                      |
| Alliance of Women Film Journalists                   | Meilleur scénario adapté                                                  | Michael H. Weber et Scott Neustadter |                                      |
| Alliance of Women Film Journalists                   | Best Breakthrough Performance                                             | Shailene Woodley                     |                                      |
| Alliance of Women Film Journalists                   | Meilleure représentation de la nudité, de la sexualité ou de la séduction | Miles Teller et Shailene Woodley     |                                      |
| 2014                                                 | Independent Spirit Awards                                                 | Meilleur scénario adapté             | Michael H. Weber et Scott Neustadter |
| 2014                                                 | Independent Spirit Awards                                                 | Prix de la meilleure actrice         | Shailene Woodley                     |